# Allium nuristanicum
Allium nuristanicum är en amaryllisväxtart som beskrevs av Siro Kitamura. Allium nuristanicum ingår i släktet lökar, och familjen amaryllisväxter.
Artens utbredningsområde är Afghanistan. Inga underarter finns listade i Catalogue of Life.